# Temsa

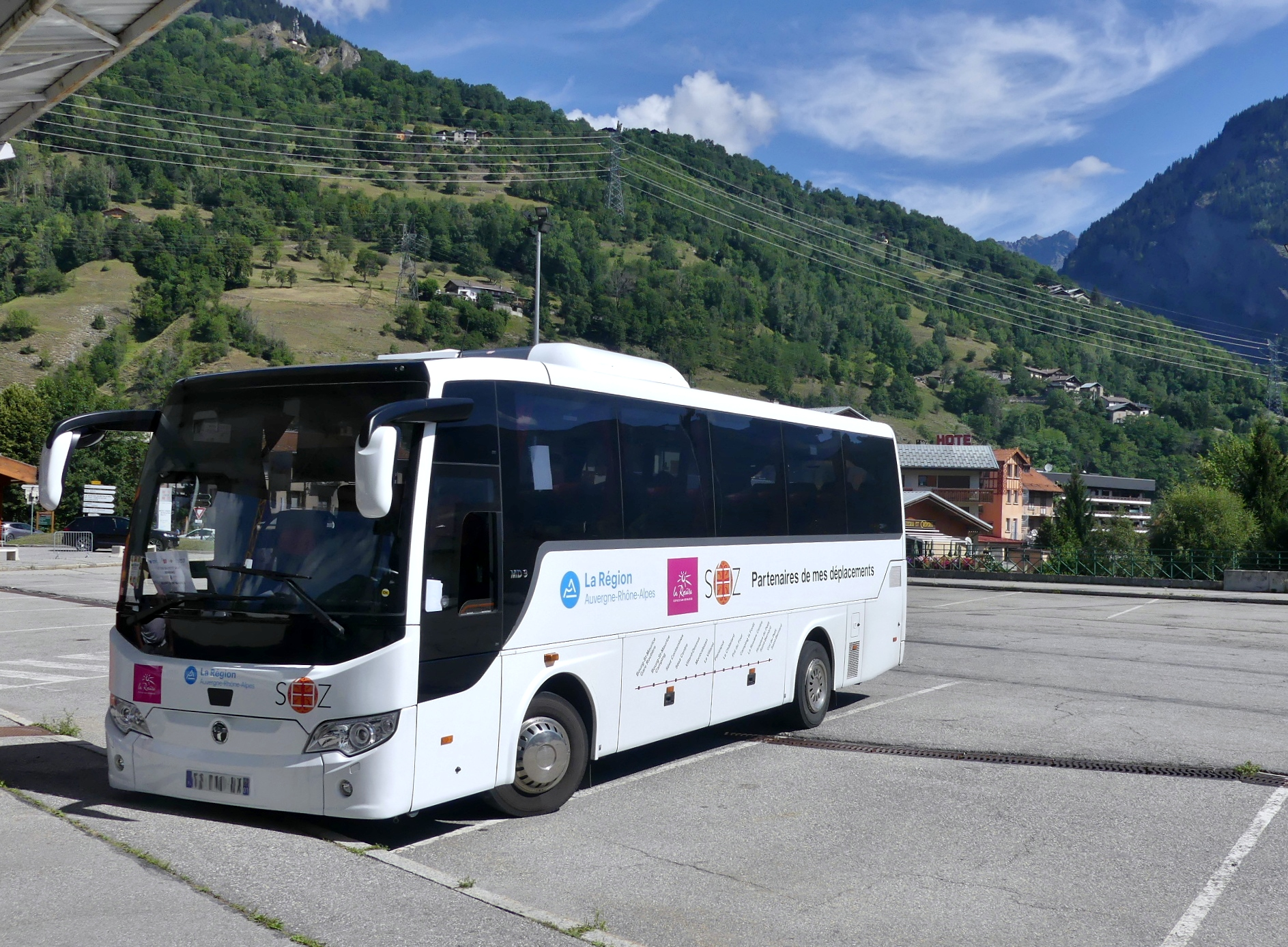
Buss tillverkad av Temsa.

Temsa eller TEMSA är en turkisk busstillverkare i Adana i Turkiet. Bolaget grundades 1968 inom byggindustrin men gick över under 1980-talet till fordonstillverkning och började då tillverka såväl vanliga bussar som turistbussar. Temsa ägs av Sabanci Holdings och Škoda Transportation. Bussar från Temsa finns i stora delar av Europa idag, även om de inte är lika stora på den europeiska marknaden som de europeiska busstillverkarna som till exempel Scania eller Setra.